# هولمبي هيلز (حي)

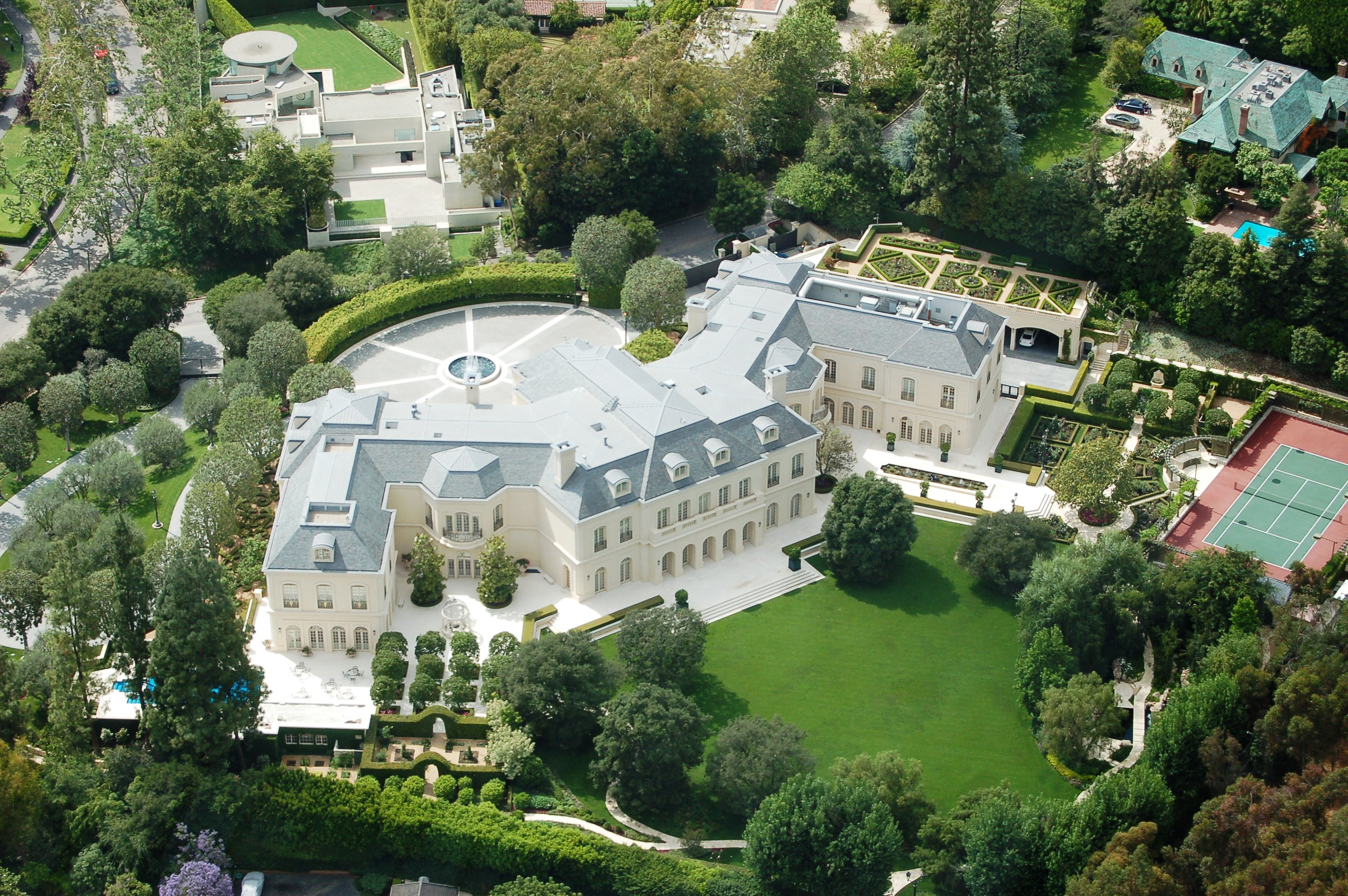
قصر المنتج السابق آرون سبيلنغ في هولمبي هيلز

هولمبي هيلز هو حي في منطقة وست وود أحد أرقى أحياء لوس أنجلوس بكاليفورنيا، في الولايات المتحدة. حيث يشكل مع مدينة بيفرلي هيلز وبيل أير «المثلث الذهبي» إذ يشتهر الحي بكونه مقصدا سكنيا للعديد المشاهير في أمريكا والعالم. كما يعد أيضا مكان وفاة المغني العالمي مايكل جاكسون في 25 يونيو 2009.